# Roques del Barret
Les Roques del Barret és una agrupació de roques situades a 356,9 metres que es troben al terme municipal d'Arbeca, entre la carretera L-201, que uneix els municipis d'Arbeca, a la comarca de les Garrigues i de Maldà, a la comarca de l'Urgell, i el fondo de La Cometa.